# Mons Vitruvius
Mons Vitruvius (Góra Witruwiusza) – góra na Księżycu, położona w regionie Montes Taurus, zaraz na północ od Mare Tranquillitatis, a na południowy wschód od Mare Serenitatis. Góra wznosi się na maksymalną wysokość około 2,3 km w pobliżu północno-wschodniego krańca, średnica jej podstawy to 15 km. Jej nazwa pochodzi od leżącego na południe-południowy wschód krateru Witruwiusz, który upamiętnia rzymskiego architekta i inżyniera Witruwiusza.
W dolinie Taurus-Littrow na północ od Mons Vitruvius wylądował Apollo 17. W pobliżu góry i jego miejsca lądowania leży kilka małych kraterów, które zostały nazwane przez MUA. Są one wymienione poniżej.
| Krater | Współrzędne      | Średnica | Pochodzenie nazwy                            |
| ------ | ---------------- | -------- | -------------------------------------------- |
| Isis   | 18,9° N, 19,0° E | 1 km     | Izyda (egipska bogini)                       |
| Jerik  | 18,5° N, 27,6° E | 1 km     | skandynawskie imię męskie                    |
| Mary   | 18,5° N, 27,4° E | 1 km     | angielska forma semickiego imienia żeńskiego |
| Robert | 19,0° N, 27,4° E | 1 km     | angielskie imię męskie                       |